# イギリス国民 (海外)
イギリス国民（海外）（イギリスこくみんかいがい、英語: British National (Overseas)、BNO）とは、イギリス国籍の一区分である。
香港返還より前に登録された香港の住民権を持つ者に与えられる。香港返還により既に所有している者の更新を除き、新たに付与されることは無く、親から子へ継承されることもない。
この区分はイギリス市民権を有さず、欧州連合（EU）によってイギリス国民とみなされないほか、居住や労働、在留期間の制限や入国審査が必要となる。ただし、「イギリス国民 (海外)ビザ」を申請する事ができ、このビザで５年間定住する事で永住権の申請をする事ができる。

## 渡航文書
イギリス国民（海外）としての身分を有する者は、「英国国民（海外）旅券」（英語: British National (Overseas) passport、通称：BN(O)パスポート）を申請・所持することができる。この旅券は英国の内務省パスポート局（英語: HM Passport Office）によって発行され、表紙は濃紺で、表記は「UNITED KINGDOM OF GREAT BRITAIN AND NORTHERN IRELAND」および「{{lang|en|BRITISH NATIONAL (OVERSEAS)}」と記載されている。
BN(O)旅券は国際的に広く認知されており、通常の英国旅券と類似した機能を持つが、保有者が自動的に英国の居住権や市民権を有しているわけではない。2020年以降、イギリス政府はBN(O)所持者とその扶養家族に対して英国への長期滞在・市民権取得を可能にする特別なビザ制度（英語: BN(O) Visa）を創設しており、旅券はそのビザ申請の基礎的な渡航文書ともなっている。
なお、BN(O)旅券は香港特別行政区政府が発行する香港特別行政区旅券とは異なり、中国政府はBN(O)旅券を「有効な渡航証明書」として認めておらず、2021年以降、出入境管理においてBN(O)旅券の使用を制限している。